# Galatea de las Esferas
Galatea de las Esferas es una pintura realizada por Salvador Dalí en 1952. Representa a Gala Dalí, esposa y musa de Salvador, formándose con una serie de esferas. El nombre de Galatea se refiere a la ninfa del mar de la mitología clásica conocida por su virtud, aunque también podría referirse a la estatua amada por su creador, Pigmalión.

## Descripción
Midiendo 65 x 54 cm, la obra muestra un busto de Gala compuesto por una matriz de esferas aparentemente suspendidas en el espacio. Representa la síntesis del arte Renacentista y la teoría atómica e ilustra la discontinuidad de la materia, la esferas por sí solas, representan partículas atómicas.

## La motivación de Dalí
Dalí había estado interesado en la física nuclear desde las explosiones de la primera bomba atómica en agosto de 1945, y había descrito el átomo como su cosa favorita para reflexionar. Observando que la materia estaba compuesta de átomos que no llegaban a tocarse, ya había replicado esto en su arte, con elementos suspendidos sin mantener contacto alguno entre ellos, como por ejemplo, La Madonna de Port Lligat. Esta obra también fue simbólica en su intento por reconciliar su fe en el Catolicismo con la física nuclear. Su amigo y pintor Antoni Pitxot, remarcó que Dalí tenía muy en cuenta la profundidad de la perspectiva en la pintura y en las esferas que había pintado.
Dalí deseó que su obra fuese exhibida en un caballete, propiedad del pintor francés Jean-Louis-Ernest Meissonier, en una suite de tres habitaciones llamada Palacio de los Vientos (llamada así por la tramontana) en el Teatro-Museo Dalí en Figueras. A día de hoy sigue ahí exhibida. Fue transportada y mostrada en la Galería Nacional de Victoria, en Melbourne, en 2009, junto con otras muchas más obras del artista en la exhibición Liquid Desire.